# Lanière

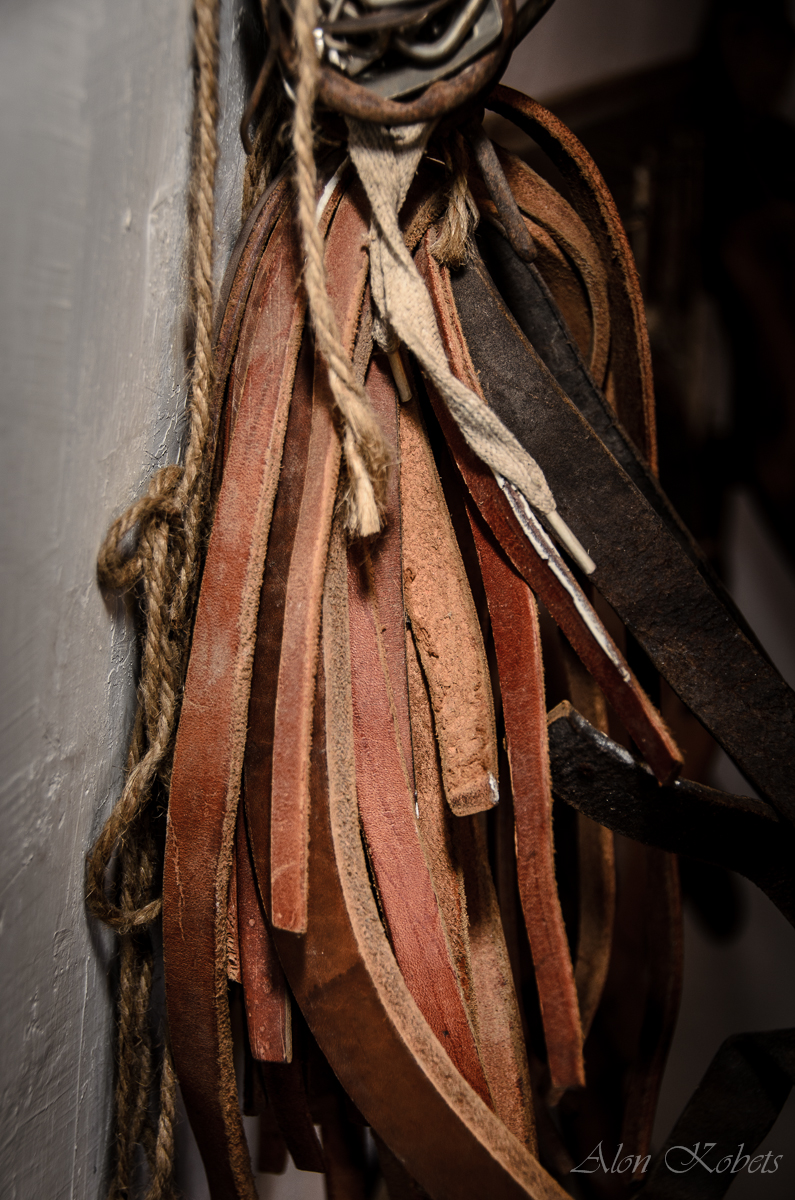
Des lanières de cuir.

Une lanière, courroie ou sangle, est une étroite bande confectionnée par découpe ou tressage avec un matériau souple : cuir, tissu, fil, matière plastique.
La longueur de la bande varie selon l'usage et le besoin.

## Utilisation pour ligaturer

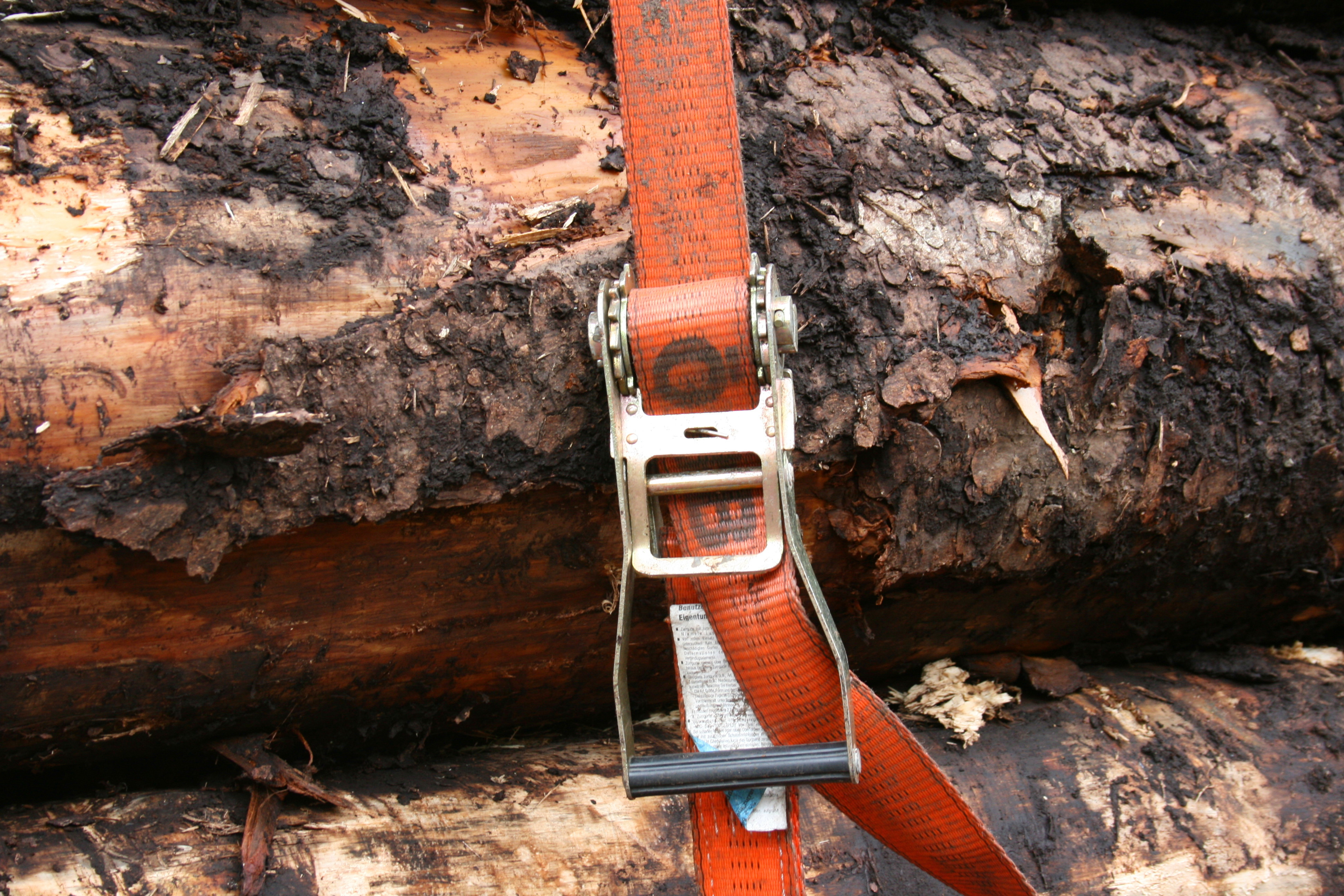
Détail d'une lanière à cliquet utilisée pour le transport des grumes.

Cet accessoire est destiné, le plus souvent, à lier des objets devant être transportés : la bande entoure les objets et ses deux extrémités sont solidarisées par un nœud adapté.
Une des extrémités peut être équipée d'un mécanisme facilitant la manipulation : c'est le cas des ceintures. 
Le transport des marchandises qui exige un fort serrage utilise des dispositifs de lanières à cliquet, appelées sangles dans ce cas. Il s'agit de tresses dont la résistance est plus élevée.    

## Utilisation pour relier
La lanière, formée en boucle par moulage ou par une attache, permet de transmettre un mouvement rotatif entre deux axes. Cet objet devient alors une courroie de transmission.
Une lanière équipée d'une poignée et d'un collier constitue une laisse.

## Autre utilisation
Une lanière attachée à un manche constitue un fouet ou un martinet.